# 新潟電気
新潟電気株式会社（にいがたでんき かぶしきがいしゃ）は、大正から昭和初期にかけて存在した日本の電力会社である。新潟県新潟市を本拠とした電力会社の一つ。
新潟県内最初の電気事業者新潟電灯株式会社（新潟電燈、にいがたでんとう）を母体とする。1898年（明治31年）に開業した新潟電灯の事業を1909年（明治42年）に新潟水電株式会社（にいがたすいでん）が継承し、さらに新潟水電を改組する形で1920年（大正9年）に新潟電気が発足した。新潟県下越地方の約半分と福島県会津地方の一部で電気の供給にあたった。
1930年（昭和5年）、同じく新潟市を本拠とした新潟水力電気と合併し解散した。この合併で存続会社の新潟水力電気は新潟電力へと社名を改めている。

## 概要

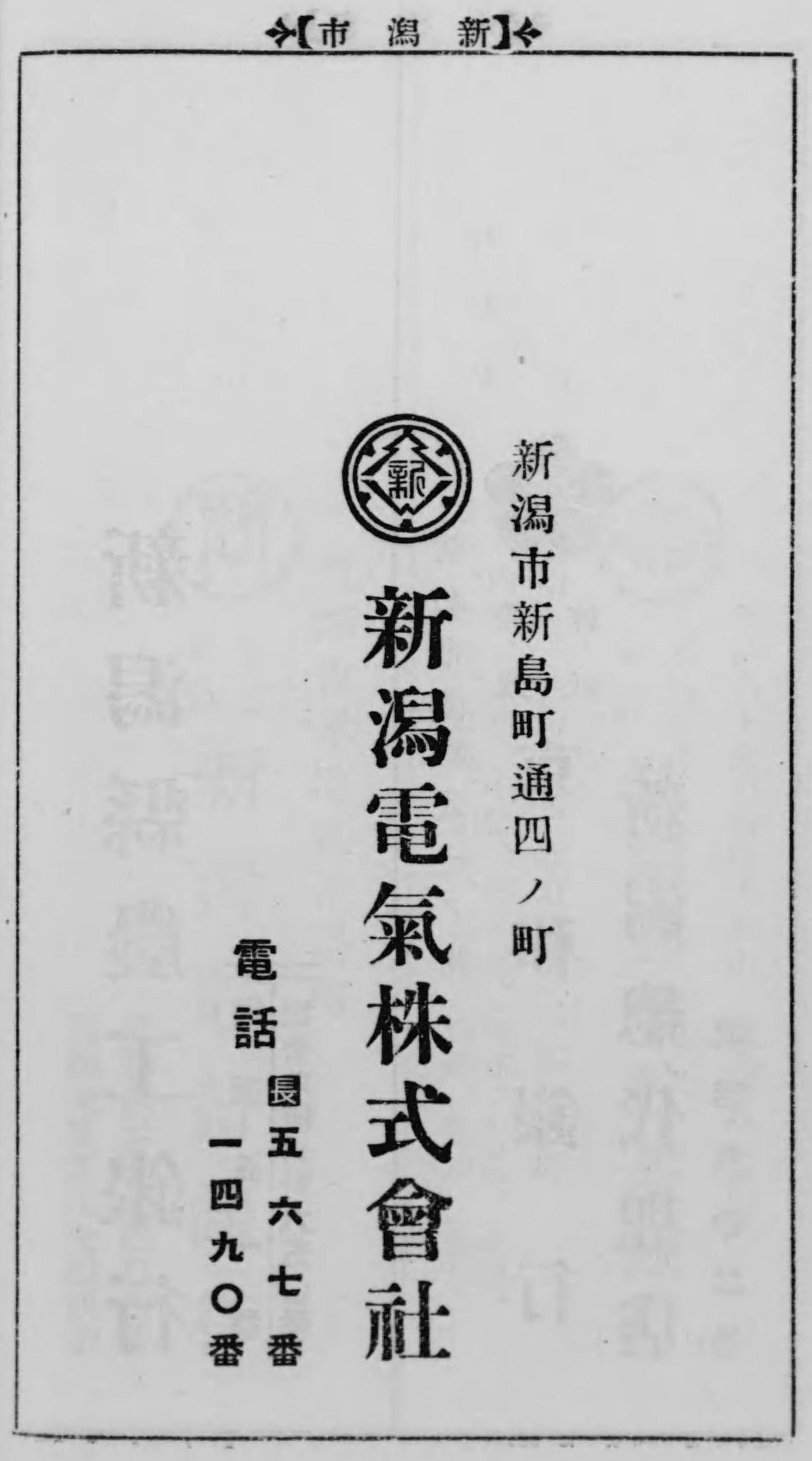
新潟電気の広告（1922年）

新潟電気株式会社は、1920年（大正9年）から1930年（昭和5年）までの10年間にわたり新潟県新潟市に存在した電力会社である。新潟市を中心に、主として新潟県下越地方のうち阿賀野川右岸地域（ただし北部の岩船郡を除く）および信濃川左岸地域を供給区域とした。また飛び地として福島県会津地方の一部にも供給区域を持った。
新潟電気の母体は1896年（明治29年）に設立され1898年（明治31年）3月に開業した新潟電灯株式会社である。新潟電灯は新潟県内最初の電気事業者であるが、電源は小規模な火力発電所のみで供給区域は新潟市内に限られた。やがて水力発電への転換が検討されるようになるが、水力発電計画をめぐって社内対立が発生する。その結果、役員のうち中野平弥だけが新潟電灯に残り、自身が考案した水力発電計画を推進していく。その過程で1907年（明治40年）11月に新会社・新潟水電株式会社が設立され、1909年（明治42年）3月、新潟電灯は同社に合流した。その一方、中野と対立し新潟電灯から退出した役員の一部は別系統の電力会社・新潟水力電気の起業に加わった。新潟水力電気も1909年に開業し、新潟市内とその周辺の電力市場において新潟水電と競合した。
新潟水電時代に供給区域は急速に拡大し、新潟市以外では新発田・中条・水原・津川・白根・巻・燕といった町にも及んだ。1916年（大正5年）には事業統合により中越地方の寺泊にも進出している。1920年（大正9年）11月、水利権取得と資金調達の都合から新潟水電の株主を主体として再び新会社として新潟電気株式会社が立ち上げられる。新潟電気は同年12月新潟水電と同社の傍系会社で鉄道事業を計画する両新鉄道株式会社の2社から事業を継承した。新潟電気の時代には隣接する福島県へと進出し、事業統合によって大沼郡高田町（現・会津美里町）など会津地方の一角に供給区域を獲得。さらに1928年（昭和3年）には同地方を流れる大川（阿賀野川）に出力1万キロワット超の大型水力発電所を完成させた。電気事業以外では、新潟水電時代の大戦景気期に余剰電力による塩素酸カリウム製造など電気化学事業を兼営したが短期間で頓挫した。また新潟・新発田間の「両新鉄道」計画と新潟市内の路面電車計画について許認可を得ていたが、双方とも着工に至らなかった。
1929年（昭和4年）、新潟電気は大手電力会社の一つ東邦電力の傘下に入った。これを機に下越地方での供給を二分する新潟水力電気との合併交渉が進展し、同年9月同社との合併が決定する。会社規模では新潟電気が上回っていたが存続会社は新潟水力電気とされたため、翌1930年（昭和5年）2月、合併手続き完了とともに新潟電気は解散した。一方、存続会社の新潟水力電気は合併と同時に社名を新潟電力株式会社（1930 - 1942年）へと改めた。その後旧新潟電気の供給区域や発電所は、太平洋戦争下の再編を経て戦後1951年（昭和26年）より東北電力へと引き継がれている。

## 沿革：新潟電灯・新潟水電時代

### 新潟電灯の起業

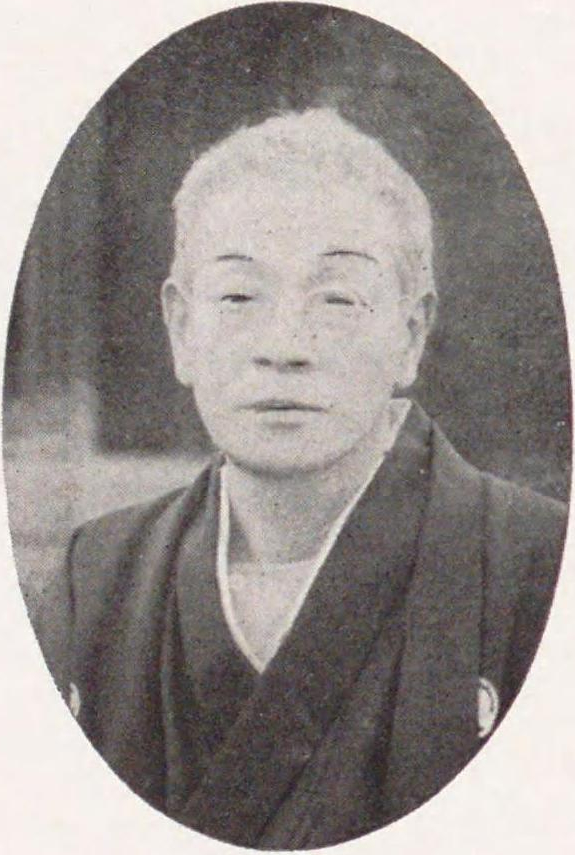
新潟電灯代表発起人の一人白勢春三。後に競合会社新潟水力電気の第2代社長となる（在任期間：1914-1930年）。

1887年（明治20年）、東京電灯が東京市内において、発電所から不特定多数の需要家に対し配電するという形の電気事業を日本で初めて開業した。電気事業のその後の拡大は急速で、1890年（明治23年）にかけて大阪など六大都市すべてに広がり、続いて九州や東北地方にも伝播していった。東北6県で最初の電気事業者は1894年（明治27年）7月に宮城県仙台市において開業した仙台電灯（後の宮城紡績電灯）である。翌1895年（明治28年）11月には福島県福島市で福島電灯が開業し、1897年（明治30年）3月には青森県青森市に青森電灯が出現した。
東北地方の各地で電気事業が出現しつつある中、隣接する新潟県では1894年頃より県庁所在地新潟市において起業に向けた動きが本格化した。同地の新潟新聞によると、まず1894年6月、鍵富三作（米穀商・大地主）・佐々木松坪（衆議院議員）・浜政弘（回漕業）・八木朋直（市会議長、のち市長）・鈴木長八（回漕業）ら新潟の有力者が資本金3万円の電灯会社を設立すべく願書提出の準備を整えたという。ところが中野平弥（県下の大地主・鉄工所経営）らのグループや槙尾彦太郎（履物商）らのグループも電気事業を企画しており、共倒れとなることを恐れた県が3派の調停を試みたが失敗、直後に日清戦争が勃発したことで起業への動きは一旦頓挫した。
戦後、1896年（明治29年）春になると再び起業に向けた動きが活発化したため、県は新潟市長鈴木長蔵に調停を命じて計画一本化に動く。その結果、県内在住の白勢春三（新潟銀行専務）・中野平弥・斎藤庫吉（回漕業）・栗林貞吉（貸金業）・小出喜七郎（洋物商）・清水禎三郎・中澤庸を代表発起人として新潟電灯株式会社を起業する運びとなった。1896年7月27日付で逓信省から電気事業経営の許可があり、8月4日県庁経由で許可状が白勢ほか6名の発起人に届く。次いで発起人は農商務省へ会社の発起認可を申請して9月15日で認可を得た。10月11日には新潟電灯の創業総会が開かれ、定款確定に続いて取締役に鈴木長八・小出喜七郎・中野平弥・栗林定吉・清水禎三郎、監査役に鍵富三作・斎藤喜十郎（貸金業・大地主）・浜政弘がそれぞれ選出された上、支配人に中澤庸が任ぜられた。このうち初代社長は鈴木長八が務めている。
創業総会後に発起人は農商務省へ会社の設立免許を申請し、1896年12月10日付で免許を得た。新潟電灯株式会社の設立登記は翌1897年2月1日付である。新潟電灯は本社を新潟市白山浦1丁目623番地に構え、その隣接地に火力発電所を建設した。当初の発電所設備はボイラー・蒸気機関・単相交流発電機（出力75キロワット・16燭電灯1300灯分）各1台からなる。工事中、需要家の募集が順調に進み貸座敷・郵便局・師範学校・劇場などからの問い合わせも続いたため早くも発電機増設の計画が立てられている。1897年12月29日夜より電灯試験点灯を開始。翌1898年（明治31年）3月25日に営業認可証（19日付）が会社に届いたことから同日夜より正式に供給を開始した。この頃県内第2の都市古志郡長岡町（1906年市制施行で長岡市に）で長岡電灯株式会社の計画があったが起業に時間を要しており、新潟電灯が新潟県下最初の電気事業者となった。
開業後最初の決算期末（1898年6月末）時点での電灯数は925灯であった。1897年7月制定の「電灯規則」によると、開業初期の電灯には日没から23時まで点灯する「11時灯」、翌日2時まで点灯する「2時灯」、日の出まで点灯する「終夜灯」、従量制の「不定時灯」、臨時設置の「臨時灯」の5種類があり、不定時灯・臨時灯以外は白熱電球の燭光ごとに月額料金が定められていた。例えば終夜10燭灯の場合、月額料金は1円30銭（ただし別途電球代もあり）であった。

### 水力発電導入をめぐる対立
無事に開業した新潟電灯は1898年下期の決算から配当金を出せるようになり、1900年（明治33年）下期には最初の増資も実現して資本金が7万5000円となった。翌1901年（明治34年）、ボイラー・蒸気機関・発電機各1台の増設が完成し、発電力は165キロワット（75キロワット発電機・90キロワット発電機各1台）に増加した。
1900年9月、古志郡長岡町にて個人経営の電気事業が開業した。長岡でも新潟と同じく電源は火力発電であり、新潟県では先行2事業者がそろって火力発電で開業する形となった。しかしこの頃には送電技術の向上により水力発電の実用性が増しつつあった。その契機の一つは、1899年（明治32年）6月の福島県郡山市における郡山絹糸紡績（東部電力の前身）の開業である。同社が構築した電気事業は、安積疏水に沼上発電所を建設し、当時の国内最高電圧にあたる11キロボルト（1万1000ボルト）という送電電圧をもって郡山市街まで24キロメートルに及ぶ長距離送電を行う、というものであった。このような長距離高圧送電の実用化により、水力発電の適地が近隣にない都市でも火力発電ではなく水力発電の採用が可能となった。
こうした中、新潟県下では山口権三郎が信濃川での水力発電を志し、山口の死後事業を引き継いだ北越水力電気組（後の北越水力電気）が1904年（明治37年）12月に塩殿発電所を完成させた。同社は開業に際して長岡ですでに営業していた個人営電気事業を引き取っており、長岡では真っ先に電源が火力発電から水力発電へと転換された。県内外で水力発電が拡大していく中、新潟電灯社内では取締役の中野平弥が調査を重ね、新潟市内から40キロメートル以内の適地を探求した結果北蒲原郡笹岡村（現・阿賀野市）を流れる大荒川（阿賀野川水系）での水力発電を企画、1905年（明治38年）になって具体的計画を会社に対して提案するに至った。さらに社外でも日露戦争後の好景気に乗じた起業の動きがあり、木村松二郎ら石油事業で財を成した実業家により中蒲原郡川内村（現・五泉市）を流れる早出川（阿賀野川水系）での水力発電が企画された。
かくして新潟市周辺地域では大荒川と早出川の2河川に相次いで水力発電計画が浮上したが、このことで新潟電灯社内には深刻な対立が発生した。中野平弥は自身の調査にかかる大荒川の計画を主張したが、それ以外の役員は早出川での計画を未完成のうちに新潟電灯で買収する方が有利であると主張したのである。路線対立の末、1906年（明治39年）11月、中野平弥以外の役員はそろって辞任。12月の補欠選挙で取締役に中野貫一郎（中野平弥の長男）・上原有三（平弥の三男）・中野四郎太（平弥の四男）・飯村俊二（平弥の女婿）、監査役に高橋喜蔵（沼垂町）ほか2名がそれぞれ選出された（社長は中野平弥）。経営陣の異動に伴い株主にも異動を生じており、1900年の増資時に115名を数えた株主は最終的に10名まで減少した。

### 新潟水電への移行
中野平弥以外の役員が交代したことで新潟電灯は大荒川での水力発電へと進むこととなったが、その実行にあたっては新潟電灯とは別個に「新潟水電株式会社」を新設するという手続きが採られた。まず1906年12月、新潟水電名義で大荒川での水利権獲得に成功する。翌1907年（明治40年）1月には新潟電灯と新発田電灯所に電力を供給するという形の電気事業経営を逓信省に対し出願した。このうち「新発田電灯所」は、北蒲原郡新発田町（現・新発田市）とその周辺に供給すべく中野平弥・谷資敬（大地主市島徳次郎家の総務取締で元判事）名義で1906年7月12日付で許可を得ていた電気事業である。そして1907年5月22日、逓信省より新潟水電に対して電気事業経営の許可が下りた。
新潟水電の発起人は中野平弥・市島徳次郎・佐藤伊左衛門（大地主・多額納税者）・佐藤友右衛門（同）・織田昇次郎（東京株式取引所仲買人）・上原有三・中野四郎太・谷資敬・高橋喜蔵・浅川文吉（金物商）の10名からなった。そして1907年11月13日、新潟水電株式会社の創立総会開催に至る。設立時の資本金は30万円、本店所在地は新潟市新島町通四ノ町。取締役には佐藤伊左衛門・中野平弥・谷資敬・中野四郎太・高橋喜蔵、監査役には市島徳次郎・浅川文吉ほか1名が選ばれた。このうち佐藤伊左衛門が社長、中野平弥が専務を務めたが、佐藤は翌1908年（明治41年）10月に取締役在職のまま死去した。1909年（明治42年）2月に市島徳次郎が取締役に補選され、社長市島徳次郎・専務中野平弥の体制に代わった（ただし1912年時点では社長不在）。
新潟水電発足後の1908年、新潟市内では3月と9月の2度にわたり大火が発生した。大火により新潟電灯では需要家計310戸・電灯約1760灯を焼失する被害に遭ったが、焼失家屋が再建されるにつれて電灯の復旧も進み、焼失数を若干上回る新需要を獲得できた。同年11月末時点の電灯需要家数は954戸、電灯数は4563灯であった。新潟水電ではこの新潟電灯の事業と未開業の新発田電灯所を統合する意向を当初から持っており、1908年12月に逓信省より事業譲り受けの許可を受けた上で、1909年3月13日付で新潟電灯・新発田電灯所の事業を引き継いだ。買収価格は新潟電灯分が15万6000円、新発田電灯所分が4000円であった。事業譲渡後、新潟電灯は臨時株主総会での決議によって3月16日付で解散した。
1909年5月10日、大荒川に建設中の大荒川上流発電所（出力443キロワット）および送電線が完成し、13日より送電が開始された。同発電所は北蒲原郡笹岡村大字勝屋（現・阿賀野市勝屋）に立地。発生電力は11キロボルトで新潟市街の対岸にあたる中蒲原郡沼垂町（1914年新潟市へ編入）の変電所まで送電される。その沼垂変電所からは沼垂町内への配電線と新潟市内への配電線（鉄塔3基によって信濃川を横断し旧新潟電灯配電線に接続）が分かれた。これらの完成により新潟市内では火力発電から水力発電への電源転換が実現し、旧新潟電灯時代の火力発電所は予備設備に格下げされている。また従来の電灯供給に加えて電動機を動かすための動力用電力の供給も開始された。
大荒川上流発電所完成の段階では北蒲原郡新発田町への供給は未開業であったが、新潟水電が赤谷鉱山から赤谷発電所（出力270キロワット）を借り入れて送電線工事を進めた結果、1910年（明治43年）8月より新発田町での供給も始まった。借り入れた赤谷発電所は北蒲原郡赤谷村大字滝谷（現・新発田市滝谷）にあり、常盤新田用水（加治川支流水系内ノ倉川が水源）から引水する。新発田での開業後、1910年11月末時点での電灯数は1万3998灯、動力用電力供給は165.0馬力（約123キロワット）であった。

### 事業の急拡大
先に触れたように、新潟水電が設立された頃、中蒲原郡川内村を流れる早出川での水力発電計画も起業に向けて動きつつあった。同計画は初め木村松二郎らにより出願されていたが、間もなく清水常作ら宝田石油（長岡市）関係者に引き継がれ、清水ほか6名が発起人となって1907年1月に水利権獲得に至る。清水らは「新潟水力電気株式会社」の電気事業経営許可を同年5月22日付（新潟水電の事業許可と同日）で得て、6月21日、新潟水電に先駆けて新潟水力電気を設立した。同社には中野平弥との対立から新潟電灯を去った鈴木長八や小出喜七郎らが合流しており、初代社長には清水常作（専務就任）を抑えて鈴木長八が就任している。1909年3月、新潟水力電気は早出川の第一発電所（出力500キロワット）完成により開業に至る。変電所は五泉・新津・沼垂の3か所が設けられ、開業時は中蒲原郡村松町・五泉町（現・五泉市）および新津町（後の新津市）での供給が、遅れて同年5月より新潟市内と沼垂町での供給が開始された。
同時期に開業した新潟水電と新潟水力電気は後述するように供給区域の重なる新潟市内と沼垂町で激しく競合したほか、市外では供給区域の拡大を競った。両社の供給区域は徐々に岩船郡を除く下越地方一帯に拡大していくが、新潟水電の供給区域は主に阿賀野川右岸と信濃川左岸、新潟水力電気の供給区域は加茂・三条・見附など主に信濃川と阿賀野川の間の地域に広がった。新潟水電においては、発電所のある北蒲原郡のうち水原町（現・阿賀野市）にて1911年（明治44年）11月より、中条町（現・胎内市）にて翌1912年（大正元年）9月よりそれぞれ供給を開始。加えて1912年までに笹岡村・安田村（現・阿賀野市）や葛塚町（後の豊栄市）でも開業した。
北蒲原郡以外では、1911年10月新潟水電「津川支社」の名義で東蒲原郡津川町（現・阿賀町）での事業許可を取得。また1911年内に「蒲原電気株式会社」名義で中蒲原郡小須戸町と白根町（後の白根市）、「越後電気株式会社」名義で西蒲原郡燕町・吉田村・地蔵堂町（現・燕市）および南蒲原郡裏館村（現・三条市）での事業許可をそれぞれ取得した。「蒲原電気」「越後電気」とも中野平弥を発起人の代表としており、新潟水電では1912年中に2つの事業権を引き取った。逓信省の資料によると、1914年（大正3年）までに上記町村や西蒲原郡巻町などでも開業しているのが確認できる。なおこのうち燕地区には当初、吸入ガス機関（サクションガスエンジン）を原動機とする出力30キロワットの内燃力発電所（燕発電所）を置いていた。
供給区域の拡大とともに水力発電所建設も進行した。新潟水電では、大荒川上流発電所に続いて1912年（明治45年）5月に大荒川下流発電所（出力235キロワット）を完成させ、次いで飯豊川第一発電所（出力1900キロワット）の工事を進めて1915年（大正4年）7月に同所も竣工させて供給力を増強した。前者の所在地は北蒲原郡笹岡村大字勝屋で、名前の通り大荒川上流発電所の下流側に位置する。後者の所在地は北蒲原郡赤谷村大字上赤谷（現・新発田市上赤谷）で、加治川本流（飯豊川）にある。変電所の新設もあり、既設沼垂・新発田変電所に続いて1914年3月に水原変電所と小須戸変電所、1915年4月に燕変電所がそれぞれ完成した。うち西蒲原郡の小須戸・燕両変電所には大荒川上流発電所からの送電線が繋がった。
事業拡張の中、新潟水電では計3度の増資が行われた。最初の増資は30万円で、1909年12月の決議。次いで1911年2月に60万円の増資が決議された。3度目の増資は130万円で1913年（大正2年）10月に決議されたが、手続き完了は遅れ1916年（大正5年）7月となった。これらの増資により、資本金は設立時の30万円から250万円へと増加している。

### 新潟市内での競争
先に触れたように、新潟水電の電灯・電力供給区域のうち新潟市内（1914年編入の旧沼垂町域を含む）は別資本の会社である新潟水力電気の電力供給区域でもあった。これは新潟水電や新潟水力電気が事業許可を得た1907年前後の時期は、逓信省が電灯供給区域の重複は原則認可しないものの電力供給については後発事業者参入の余地があると判断した場合に限り重複供給の許可を与える、という方針を採っていたことによる。事業許可に際し、新潟電灯の後身となる新潟水電側に優越権が認められたため、重複供給区域となる新潟市・沼垂町については新潟水力電気側は一般的な電灯・電力供給区域ではなく電力供給区域の扱いとされ、1邸宅または1構内毎に2キロワット以下の電灯供給を禁ずる（動力用電力供給の場合は2キロワット以下も可）という制限が付された。後発の新潟水力電気では1907年11月から供給予約の募集に着手し、その結果1909年5月の供給開始までに新潟市で約300馬力、沼垂町で約200馬力の電力供給予約を集めたという。
新潟水力電気の進出を迎え撃つ新潟水電側では、水力発電転換後は電気料金を引き下げること、新潟水力電気から電灯供給を受ける場合には自家用電灯扱いになり手続きが煩雑になることを告知して需要家の流出防止に努めた。それでも開業後の需要家争奪戦は激しくなり、新潟市内では至る所で道路の両側に両社の配電線が対峙する形となり、需要家に対しては規定以下の料金での供給が行われた。さらに昼間専用の供給であるはずのところに昼夜間の送電をなしたり、器具の表示灯に余分な電灯を添えたりすることもあったという。1913年には新潟水電側が需要家に動力使用組合を組織させ、引き留めのため様々な特典を与えるようになった。1916年2月になると新潟水力電気側も同様の組合を組織させて規定の半額での電力供給を始めた。
新潟水電と新潟水力電気の競争はやがて新潟市外にも飛び火した。近郊の中蒲原郡亀田町では新潟水力電気が1909年12月より供給していたが、1916年上期になって新潟水電も供給を始め、同地にある織布工場への電力供給を新潟水力電気から奪取した。さらに新潟水電は1918年（大正7年）に新潟水力電気が供給する新津油田への割り込みを図ったが、これは供給認可自体を得られず失敗した。それでも新潟水力電気側は採掘業者と協定して原油相場の上下に随伴する電力料金制を定めて採掘業者に優遇を与えた。こうした新潟水電と新潟水力電気の対立は、後述するように営業不可侵協定が締結される1924年（大正13年）12月まで断続的に続いた。
2つの電力会社が競合する中、明治末期の新潟市ではさらに都市ガス会社も出現していた。電灯が旧式の炭素線電球（発光部分に炭素線を用いる白熱電球）を用いていた当時、都市ガス燃焼による照明すなわちガス灯は電灯よりも明るい照明であり、屋内灯や商店の照明、また少数ではあるが街灯にも利用された。1907年に起業へ向けた動きが始まった際、中野平弥ら新潟電灯関係者もガス事業を出願したが、新潟市でのガス営業権は1909年に桜井市作のグループが獲得する。そして翌1910年7月、新潟瓦斯（北陸ガスの前身）が発足。1911年4月より市内繁華街を中心にガス供給が始まった。
新潟市内ではピーク時3000灯余り（1916年末時点で3144灯）のガス灯が利用されたが、電灯の改良、特に長寿命・省電力のタングステン電球（発光部分にタングステン線を用いる白熱電球）が普及するとガス灯の優位は失われた。これに第一次世界大戦勃発に伴う原料石炭（当時の都市ガスは石炭ガス）の価格暴騰が重なったため、全国的にガス灯は衰退しガス利用の中心は熱源へと移っていった。新潟瓦斯においても大正末期には熱需要がガス灯需要を上回るようになっている。なお、新潟水電におけるタングステン線電球を含む金属線電球の利用は1913年11月末時点では全電灯の4分の1に過ぎなかったが、5年後、1918年11月末時点では点灯する全電灯の金属線電球化が完成している。

### 大戦景気期の大口需要開拓
1915年7月に大型の飯豊川第一発電所が完成したことで新潟水電では大口の電力供給が可能となった。10月から供給を始めた大口需要家は北越板紙と亜鉛電気製錬の2社で、これだけで約400馬力の供給増となっている。需要家の北越板紙は長岡市にある北越製紙（現・北越コーポレーション）の子会社で、同年旧沼垂町に製紙工場を建設。もう一方の亜鉛電気製錬は東蒲原郡下条村大字五十島（現・阿賀町五十島）にて銅・亜鉛採掘（葎沢鉱山）と亜鉛の電解精錬を行う会社である。新潟水電の同年11月末時点での供給成績は電灯数4万8173灯・動力用電力供給765.5馬力（約571キロワット）・その他電力供給112キロワットであった。
さらに新潟水電では電力需要創出にも取り組んだ。その一つは電気化学事業への参入で、余剰電力の受け皿をつくるべく1916年6月8日付で逓信大臣の兼営許可を取得。工場を新潟市山ノ下に建設の上、同年11月4日より塩素酸カリウムの製造を開始した。1918年上期からは水酸化ナトリウム（苛性ソーダ）と次亜塩素酸カルシウム（さらし粉）の製造も加わっている。こうした電気化学事業のほか紡績事業の兼営も検討されたが、これは株式の4分の1を引き受けて新潟紡績株式会社として起業する方針に改められた。新潟紡績は1916年12月21日、中野平弥を代表取締役として新潟市に発足した。さらには自社での市街電車敷設を計画し、1918年9月に軌道敷設特許を取得している。
隣接する電気事業者の統合は1件のみ、三島電気株式会社の統合が行われた。三島電気は1912年3月23日、資本金5万円で長岡市に設立。日本各地の電気事業に関わった才賀藤吉が社長を務め、他に新潟水力電気の清水常作・鈴木長八が取締役に名を連ねた。同社は三島郡寺泊町に出力40キロワットのガス力発電所を設け、寺泊町内を供給区域として1914年2月に開業した。新潟水電では供給区域が隣接するため同社の吸収を計り、まず1914年下期に全1000株のうち700株を買収する。そして1916年1月に事業買収契約を締結し、同年6月23日付で逓信省の認可を得た上で9月6日をもって事業引継ぎを完了した。なお事業譲渡に伴い三島電気は9月21日に解散している。
第一次世界大戦を背景とする大戦景気期には工業電力を中心に電力需要が著しく増加した上、灯油価格高騰によりランプから電灯への切り替えが進んで電灯需要も増加した。工業需要の一例として、北越製紙（北越板紙を吸収）が400馬力という大型電動機を据え付けた新潟工場内砕木パルプ工場（1917年完成）がある。1918年11月末時点の供給成績は電灯数7万3868灯・動力用電力供給3478.75馬力（約2594キロワット）・その他電力供給115.9キロワットであり、3年間で電灯は1.5倍、動力用電力は4.5倍の増加をみている。このように供給成績は増加したものの、大戦景気期の物価騰貴によって発電所建設を控えざるを得なくなり、発電力増強は飯豊川第一発電所完成をもって一旦停止した。そのため需要増加につれて供給力不足に陥り、1918年下期からは電力供給の一部謝絶を余儀なくされた。
1918年11月に世界大戦が終結すると電力需要の一部は消滅した。当初の大口需要家であった五十島の亜鉛電気製錬は大戦終結で1919年（大正8年）事業休止に追い込まれた。さらに同年7月、自社の兼営化学事業も採算悪化で苛性ソーダ・さらし粉の製造を中止した（塩素酸カリウム製造のみ継続）。その一方、新潟市内に新設された新潟紡績の工場が1919年7月より操業を開始したことで、新潟水電では同社に275馬力の電力供給を始めた。この頃飯豊川第二発電所を工事中であったが、労働力不足で工期が伸びており供給力不足は継続していた。対策のため、1920年（大正9年）1月より競合する新潟水力電気から夜間200キロワットの受電を開始している。受電開始後、1920年5月末時点の電灯数は8万9225灯、電力供給は動力用4235馬力（約3158キロワット）・その他0.7キロワットであった。

## 沿革：新潟電気時代

### 新潟電気の新設

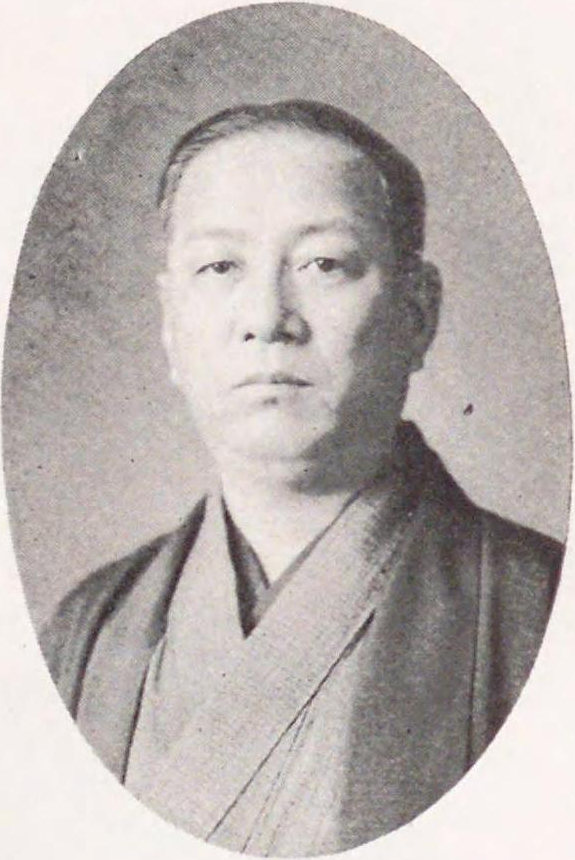
新潟電気専務中野四郎太

1918年4月18日、新潟水電の重役会において、新潟水電とその傍系会社にあたる両新鉄道株式会社の統合によって新会社「新潟電気株式会社」を設立する旨が決議された。この当時、新潟水電では大規模電源開発を手掛けるべく信濃川や阿賀野川水系只見川・伊南川に水利権を出願していたが、水利権獲得には資本金の増加が必須であると考えられた。しかし新潟水電が増資を実行する場合、未払込資本金（1918年上期時点では公称資本金250万円のうち78万円が未払込み）を全額徴収の上、増資額の4分の1を払込む必要があり、水利権が未許可の段階でこれらの資金調達を実行して払込資本金額を膨らませるのは経営的に問題があった。こうした事情を踏まえ、払込額を抑えつつ公称資本金だけを大きくする方法として、250万円の払込みによって公称資本金1000万円の新会社新潟電気を新設し、これに新潟水電・両新鉄道の事業を買収させる、という手法が採用されたのである。
なお新潟電気への統合が決定された両新鉄道というのは、新潟と新発田を結ぶ電気鉄道を計画していた会社である。設立は1915年9月。資本金は60万円（6万円払込）で、設立に際して新潟水電が過半数の株式を引き受けていた。ただし鉄道敷設免許を得ていたものの、着工に向けた動きはないままであった（詳細は#鉄軌道事業計画参照）。
重役会での決定後、1918年5月31日付で新潟電気発起人と新潟水電・両新鉄道の間に事業譲渡契約が交わされた。その大要は、
- 新潟水電は事業譲渡を前に新株の払込金を追加徴収し（払込資本金は217万5000円に[72]）、新株1株の払込額を37円50銭（4分の3払込）とする。
- 新潟水電の株主に対しては旧株1株（額面50円払込済み）につき新会社の株式4株、新株1株（37円50銭払込）につき新会社の株式3株を、両新鉄道の株主に対しては持株（5円払込）3株につき新会社の株式1株をそれぞれ割り当て、新会社新潟電気を設立する。
- 新会社新潟電気は新潟水電の事業権・資産を217万5000円で、両新鉄道の事業権・資産を5万円でそれぞれ買収する。

というものである。この操作により、新潟水電の払込資本金217万5000円はそのまま新会社の払込資本金に移行し、両新鉄道の払込資本金6万円は新会社の払込資本金5万円へと姿を変えることになる。新会社の払込資本金は250万円のため27万5000円の不足となるが、この分の株式2万2000株は公募するものとされた。
新会社設立に向けた手続きが進行中の1918年5月7日、新潟水電の主宰者である専務取締役中野平弥が死去した。これを機に新潟県知事が新潟水電と競合会社新潟水力電気の両社に合同を呼び掛けたが、6月11日、新潟水電では合併を希望しない旨を表明する。その後も新会社設立作業は続けられ、6月29日新潟水電の定時株主総会にて、7月23日両新鉄道の定時株主総会にてそれぞれ新会社への事業譲渡契約が承認された。
2年後の1920年11月15日、新潟電気株式会社の創立総会が開催される。次いで同年12月1日、新潟電気は契約に基づき新潟水電・両新鉄道の事業一切を引き継いで営業を開始した。新潟電気の本店は新潟水電と同じく新潟市新島町通四ノ町に設置。創立総会で選出された新潟電気の役員は取締役が斎藤彦太郎（農業・多額納税者）・星野勘右衛門（同）・谷資敬・上原有三・中野欽治（中野平弥の孫）・中野四郎太・飯村俊二の7名、監査役が浅川文吉ほか4名で、取締役の中から社長に斎藤彦太郎、専務に中野四郎太、常務に飯村俊二が就いた。新潟電気発足の一方、新潟水電・両新鉄道両社は創立総会同日に臨時株主総会を開き、そこでの決議に基づき12月1日をもって会社を解散している。

### 福島県進出
新潟電気発足後の1921年（大正10年）12月、新潟水電時代に着工されていた飯豊川第二発電所（出力1843キロワット）が運転を開始した。同発電所は北蒲原郡川東村大字小戸（現・新発田市小戸）、加治川中流域にある。新発電所の完成に伴い新潟水力電気からの受電は12月限りで打ち切られた。供給力増加につれて供給成績も伸長し、1923年（大正12年）上期には電灯数15万灯・電力供給7000馬力に到達している。ただし兼営化学事業については採算の見込みがなくなり新潟電気発足間もない1921年9月6日付で休業とされ、以後再開されなかった（1928年下期に工場設備を処分）。
1921年10月、新潟電気は福島県内を流れる阿賀野川水系伊南川に水利権（出力1万8000キロワット）を獲得した。この伊南川発電所は早期に着工されなかったが、以後新潟電気では福島県側での事業拡大を進めた。まず1922年（大正11年）10月11日、新潟県に隣接する福島県耶麻郡奥川村（現・西会津町）を供給区域とする奥川水力電気株式会社と合併契約を締結した。合併相手の奥川水力電気は1918年4月20日耶麻郡喜多方町（現・喜多方市）に資本金30万円で設立され、奥川（阿賀野川水系）に発電所を建設して1920年7月に開業していた。新潟電気と奥川水力電気の合併比率は1対1で、合併による新潟電気の資本金増加は100万円である。合併は1922年11月10日の株主総会決議を経て翌1923年6月30日に実施され、7月15日の合併報告総会をもって手続きを完了した。この合併により奥川村にある奥川発電所（出力1000キロワット）と奥川第二発電所（出力638キロワット）を引き継いでいる。
次いで1924年（大正13年）12月、高田鉱業株式会社との間に、同社が福島県会津地方を流れる大川（阿賀野川上流部）に有する未開発水利権を共同開発するという契約を締結した。高田鉱業は高田商会から分割して設立された鉱業会社で、細倉鉱山（宮城県）で亜鉛鉱石を採掘し、細倉製錬所と福島県内の大寺製錬所において亜鉛の電解精錬を行っていた。共同開発の契約締結に基づき新潟電気では開発主体となる日本電気工業株式会社の起業に着手。資本金700万円・総株数14万株のうち6万株を自社で、5万5000株を自社株主で出資して、1926年（大正15年）8月30日付で新潟市に日本電気工業を設立した。
日本電気工業を通じて開発する運びとなった大川発電所の下流側では、大沼電灯株式会社という別の会社が発電所建設を計画中であった。大沼電灯は1912年8月1日、資本金5万円をもって福島県大沼郡高田町（現・会津美里町）に設立。1912年11月に会津電力（若松市）からの受電を電源として開業し、高田町を中心に配電していた。同社では1921年8月より宮川発電所（出力450キロワット・大沼郡尾岐村）を運転したが、無理な事業拡張で経営不振に陥る。その隙を狙って大川の未開発水利権（出力約4000キロワット）を入手すべく新潟電気・新潟水力電気・会津電力の3社がそれぞれ合併を持ち掛けた結果、1927年（昭和2年）3月28日、新潟電気との間で合併契約締結に至った。
大沼電灯の合併では、同社は当時資本金150万円・払込資本金90万円であったものを不良資産・債権消却のため40万円に切り下げて合併するという方法が採られた。従って合併に伴う新潟電気の資本金増加は40万円（払込資本金増加も同額）のみで、合併比率は9対4とされた。合併は1927年4月15日に株主総会で決議ののち、8月1日付で実行、8月15日には合併報告総会も完了した。合併に伴い新潟電気は大沼郡高田町の旧大沼電灯本社に出張所を設けた。

### 供給力の充実

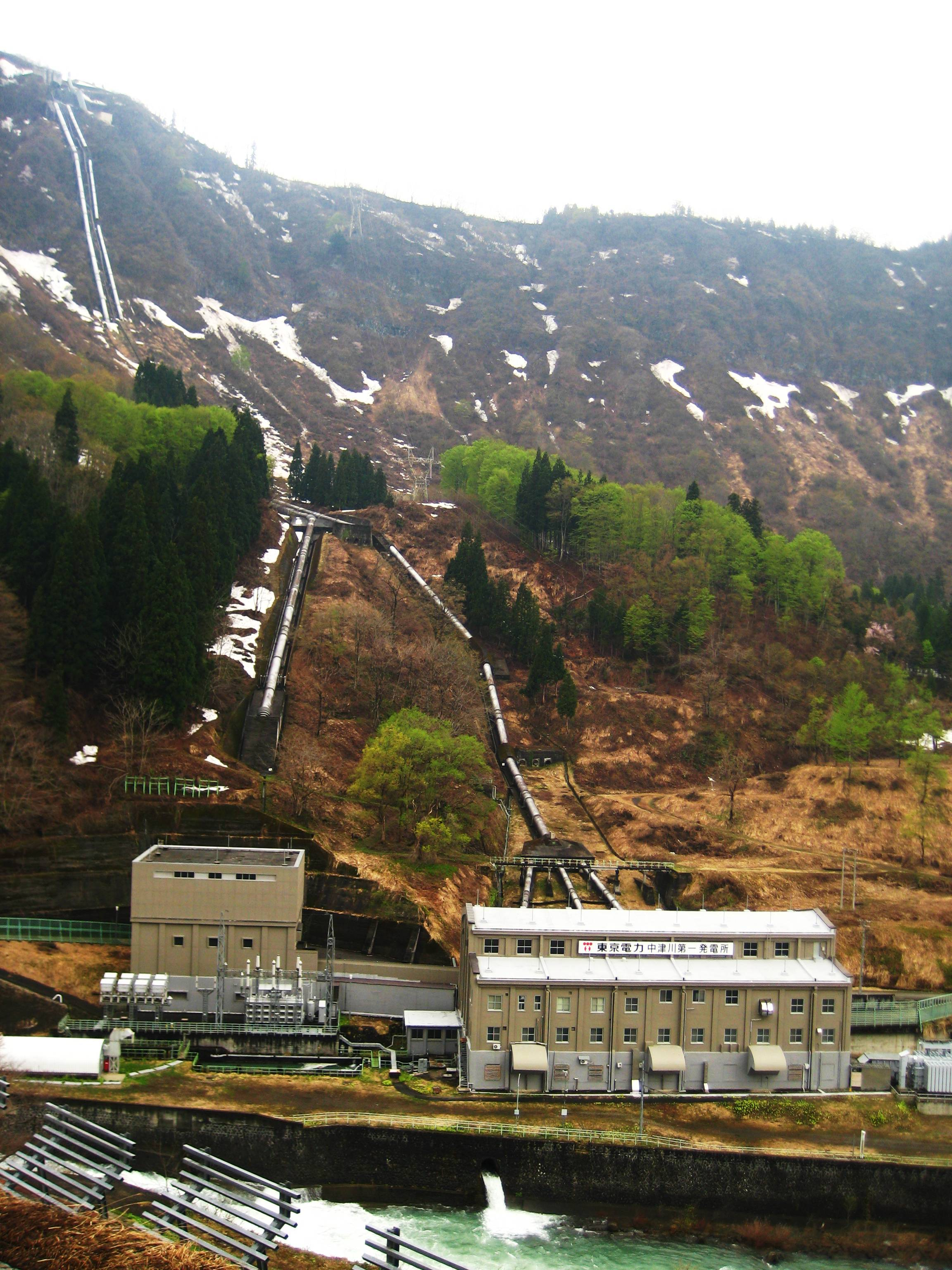
信越電力建設の中津川第一発電所（2008年撮影）

1922年12月、新潟県南部を流れる信濃川水系中津川にて信越電力中津川第二発電所が運転を開始した。次いで1924年10月にはその上流側に同社中津川第一発電所が完成する。前者は出力1万8000キロワット、後者は出力3万9000キロワットという大型水力発電所で、その発生電力は主として東京電灯の上越送電線により三国峠を越え関東地方へと送電された。ただし一部は新潟県内への供給に振り向けられることとなり、1923年9月、中津川第二発電所から長岡変電所へと至る長岡送電線（送電電圧66キロボルト）が東京電灯によって整備された。東京電灯の長岡進出にあわせ、まず長岡市の北越水力電気が1923年10月より東京電灯からの受電を開始する。新潟電気においても1922年10月東京電灯と最大3000キロワットの受電を契約し、1924年1月、受電用送電線として長岡変電所から自社の燕変電所へと至る送電線（送電電圧33キロボルト）を完成させた。
東京電灯のほか村上水電からの受電も行われた。同社は新潟県北部の岩船郡村上町（現・村上市）にあった電力会社である。同社からの受電は東京電灯に先立つ1923年から。当初は村上水電の余剰電力100キロワットを受電するに過ぎなかったが、1927年12月に同社発電所と自社の新発田発電所を結ぶ送電線が完成し、以後受電は1200キロワットとなった。
一方で自社電源の拡充も進められた。まず1927年9月、傍系会社の日本電気工業に工事を委託していた新潟予備火力発電所が完成した。同所は新潟市山ノ下にあり、出力は3000キロワットである。福島県の大川発電所に関しては、工事の進展に伴いまず1927年11月に高田鉱業から水利権を譲り受ける。次いで発電所工事を委託する日本電気工業の合併手続きに着手し、同年11月24日合併契約締結、12月12日株主総会での合併決議と進んで、翌1928年（昭和3年）3月20日付で合併を実施した。合併報告総会は同年4月5日に開催されている。日本電気工業の合併後の1928年5月、大川発電所は落成した。大川発電所は福島県北会津郡大戸村大字芦ノ牧（現・会津若松市大戸町芦ノ牧）にあり、発電所出力は社内最大の1万2520キロワットであった。
なお日本電気工業の合併により新潟電気の資本金は700万円増の1840万円となった。前述の通り新潟電気では日本電気工業の株式6万株（300万円分）を保有していたが、この株式は合併で消却とはせず、「新潟電気証券株式会社」という証券保有会社に移して維持する措置が採られた。1928年3月16日、新潟電気証券は新潟市内に設立される。同社の資本金は300万円で、全6万株のうち5万9850株を新潟電気が引き受けていた。
新潟火力発電所と大川発電所の完成により、新潟電気の発電所数は計10か所、総出力は2万2299キロワット（他に受電4200キロワット）に達した。供給力増加とともに供給成績も伸長を続け、電灯数は1925年（大正14年）上期に20万灯へ到達したのち1928年上期には30万灯へ到達。電力供給は1927年上期に1万馬力を超えている。1929年（昭和4年）11月末時点の供給成績は電灯需要家数9万8797戸・電灯数32万7496灯、電力供給1万4364.4馬力（約1万712キロワット。他に家庭電気設備591.03キロワットあり）であった。この間の1924年秋、電灯供給規定を大幅改訂し、従量灯需要喚起のため従量料金制度に当時の東京市の制度を模した逓減制を採用した。また家庭用電気器具向けの定量制を追加し、電灯契約の場合原則夜間のみであった送電時間を終日送電も可能とするよう改めた。電力部門では農村電化に力を入れ、1927年に秋季3か月間を1使用期とする農季電力供給規定を制定した。

### 新潟水力電気との合併
前身の新潟水電時代から繰り広げられていた新潟市内における新潟水力電気との競合は1920年代に入っても続いていた。両社が電源不足に陥っていた1920年前後の時期は紛争がやや緩和されていたものの1923年頃より再び抗争が激化して弊害が大きくなったため、1924年12月31日、両社交渉の末に営業不可侵協定の締結に至った。協定内容は、供給区域が重複する新潟市内と中蒲原郡亀田町では需要家の争奪を目的とする勧誘・宣伝その他一切の競争的行為を禁ずる、供給料金・供給条件は意見交換の上でできるだけ統一する、両社は相互に相手の需要家に対する供給権を尊重し侵害しない、相手の需要家より供給の申込みがあった場合は相手側の承諾を得て供給する、大口需要家以外は各自の供給規定にて定めた料金・条件に沿って供給する、などであった。協定後も新規需要家をめぐる小競り合いがあったものの、年を追うごとに両社の関係は改善に向かった。
同じ地域で営業する新潟電気（新潟水電）と新潟水力電気を合同させようという動きは先に触れたように1918年から存在し、数年おきに県や財界有力者が合同を仲介していたが、関係者の感情的対立が原因で分立して起業されたという経緯から両社経営陣は合同の利益を自覚しつつも合同には消極的であった。1927年の金融恐慌を契機とした合併仲介が不調に終わった後、新潟電気は新潟水力電気ではなく大手電力会社東邦電力との提携を選択した。この東邦電力は東京に本社を置き中京地方と北部九州を地盤とした電力会社であるが、1920年代末になって供給区域から離れた東北地方進出を図り福島電灯・東部電力・二本松電気など福島県の会社を相次いで傘下に収めていた。

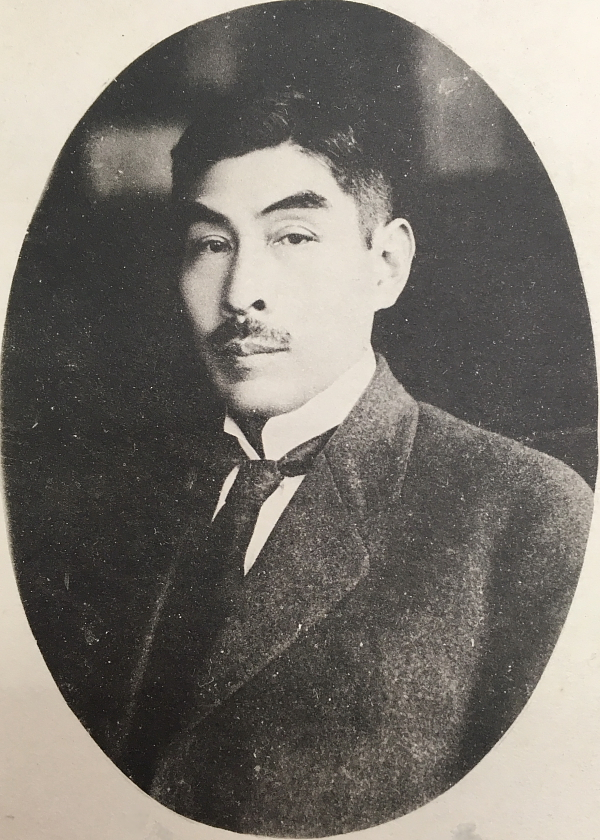
新潟水力電気との合併を仲介した東邦電力社長松永安左エ門

東邦電力と提携するにあたり、1929年3月10日、東邦電力傘下の東邦証券保有と新潟電気・新潟電気証券の3社間に以下の契約が締結された。
- 新潟電気が保有する新潟電気証券株式の大部分を東邦証券保有が譲り受ける。
- 東邦証券保有が新株を引き受ける形で新潟電気証券の倍額増資（資本金600万円に）を実施する。
- その後新潟電気証券を新潟電気に合併させる。

新潟電気では同年3月28日に臨時株主総会を開き上記契約を承認した。新潟電気証券の増資（実際には360万円の増資）は6月に完了。そして6月12日、新潟電気は新潟電気証券を合併した。合併後の新潟電気の資本金は660万円増の2500万円である。これらの操作により東邦証券保有は新潟電気の全株式50万株のうち23万4千株を持つ筆頭株主となった。また6月28日に行われた合併報告総会では増員役員として取締役に松永安左エ門・山県鼎一（常務取締役就任）、監査役に古島安二がそれぞれ選出されている。3人とも当時の東邦電力関係者で、松永は同社社長、山県・古島は同社社員であった。
新潟電気が東邦電力の傘下に入ったことで、これまで何度も破談となっていた新潟水力電気との合併交渉が松永安左エ門らの仲介により一挙に進展をみせた。そして1929年9月14日、新潟電気と新潟水力電気の間で合併契約が締結されるに至る。この当時、新潟電気は資本金2500万円、新潟水力電気は資本金1200万円と会社の規模は新潟電気が上回っていたが、合併では新潟水力電気側が存続会社で新潟電気は解散するものとされた。合併比率は1対1（対等合併）、合併期日は1929年12月24日と定められた。9月29日、新潟電気・新潟水力電気ともに臨時株主総会を開いて合併を承認した。
合併契約上の合併期日であった1929年12月24日付で逓信省より合併認可が下りたが、期日前に間に合わなかったため合併日は繰り延べられ翌1930年（昭和5年）1月8日付となった。同年2月1日、存続会社の新潟水力電気で合併報告総会が開かれて合併手続きが完了し、同日をもって新潟電気は解散した。この総会にて新潟水力電気は「新潟電力株式会社」へと改称。さらに役員の総改選を行い、新社長に松永安左エ門、新副社長に白勢量作を選出した。以後、新潟電力では合併の目的であった社内組織の合理化、小規模発電所の休廃止や送電系統の統合といった事業整理が進められていった。

## 年表

### 新潟電灯
- 1896年（明治29年）
  - 7月27日 - 新潟電灯に対し逓信省より電気事業経営許可[25]。
  - 10月11日 - 新潟電灯の創業総会開催[28]。
  - 12月10日 - 農商務省の設立免許あり新潟電灯株式会社設立[19]。資本金5万円[29]、本店所在地新潟市白山浦1丁目623番地[19]。
- 1898年（明治31年）
  - 3月25日 - 電気事業を開業[25]。開業電源は火力発電[19]。
- 1900年（明治33年）
  - 下期 - 2万5000円の増資を実施し資本金を7万5000円とする[29]。
- 1909年（明治42年）
  - 3月13日 - 新潟水電株式会社へ事業を譲渡[37]。
  - 3月16日 - 新潟電灯解散[53]。
  - 12月17日 - 清算結了[135]。

### 新潟水電
- 1907年（明治40年）
  - 5月22日 - 新潟水電に対し逓信省より電気事業経営許可[37]。
  - 6月21日 - 新潟市内に別系統の会社として新潟水力電気が発足[57]。
  - 11月13日 - 新潟水電株式会社設立。資本金30万円、本店所在地新潟市新島町通四ノ町2239番地[48]。
- 1909年（明治42年）
  - 3月13日 - 新潟電灯・新発田電灯所より事業を譲り受ける[37]。
  - 5月13日 - 大荒川上流発電所の運転開始し電源を水力発電へ転換[37]。
  - 12月 - 赤谷鉱山の赤谷発電所を借り入れ[47]。
  - 12月24日 - 30万円の増資を決議[73]。
- 1910年（明治43年）
  - 8月 - 新発田での供給を開始[47]。
- 1911年（明治44年）
  - 2月6日 - 60万円の増資を決議[74]。
- 1912年（明治45年）
  - 5月 - 大荒川下流発電所の運転開始[67]。
- 1913年（大正2年）
  - 10月7日 - 130万円の増資を決議[75]。資本金250万円となる[72]。
- 1915年（大正4年）
  - 7月12日 - 飯豊川第一発電所の運転開始[68]。
  - 9月24日 - 過半数の株式を引き受けて両新鉄道株式会社を設立[68][98]。
- 1916年（大正5年）
  - 9月6日 - 三島電気株式会社から事業を譲り受ける[47]。
  - 11月4日 - 兼営の電気化学事業を開始[83]。
- 1918年（大正7年）
  - 5月31日 - 新潟電気発起人との間に事業譲渡契約を締結[96]。
  - 6月29日 - 株主総会において新潟電気への事業譲渡を決議[96]。
  - 9月12日 - 内務省・鉄道院より軌道敷設特許取得（新潟市沼垂町 - 同市白山浦通1丁目間）[87]。
- 1920年（大正9年）
  - 12月1日 - 両新鉄道とともに新潟電気株式会社に事業を譲渡[97]。11月15日の臨時株主総会決議に従い新潟水電・両新鉄道解散[102]。
- 1924年（大正13年）
  - 3月30日 - 両新鉄道清算結了[136]。
- 1926年（大正15年）
  - 3月20日 - 新潟水電清算結了[137]。

### 新潟電気
- 1920年（大正9年）
  - 11月15日 - 新潟電気株式会社設立。資本金1000万円、本店所在地新潟市新島町通四ノ町2239番地[1]、初代社長斎藤彦太郎[101]。
  - 12月1日 - 新潟水電・両新鉄道から事業を引き継ぎ開業[97]。
- 1921年（大正10年）
  - 9月6日 - 兼営の電気化学事業を休止[107]。
  - 12月27日 - 飯豊川第二発電所の運転開始[105]。
- 1923年（大正12年）
  - 5月22日 - 本店を新潟市上大川前通六番町1197番地へ移転[138]。
  - 6月30日 - 奥川水力電気株式会社を合併[109]。資本金1100万円となる[132]。
- 1924年（大正13年）
  - 12月31日 - 新潟水力電気との間に営業不可侵協定を締結[58]。
- 1926年（大正15年）
  - 8月30日 - 傍系会社・日本電気工業を設立[116]。
- 1927年（昭和2年）
  - 8月1日 - 大沼電灯株式会社を合併[109]。資本金1140万円となる[132]。
  - 9月22日 - 新潟火力発電所使用認可[122]。
- 1928年（昭和3年）
  - 2月18日 - 株主総会で旧両新鉄道から引き継いだ鉄道敷設免許を新会社へ譲渡する旨決議（ただし実現に至らず）[129]。
  - 3月16日 - 傍系会社・新潟電気証券を設立[130]。
  - 3月20日 - 日本電気工業を合併[129]。資本金1840万円となる[132]。
  - 5月29日 - 大川発電所使用認可[129]。
- 1929年（昭和4年）
  - 3月10日 - 東邦証券保有（東邦電力傘下）との間に資本提携契約を締結[132]。
  - 6月12日 - 新潟電気証券を合併。資本金2500万円となる[132]。
  - 9月14日 - 新潟水力電気と合併契約を締結[99]。
  - 9月29日 - 株主総会にて新潟水力電気との合併を決議[99]。
  - 12月24日 - 逓信省より新潟水力電気との合併認可が下りる[99]。
- 1930年（昭和5年）
  - 1月8日 - 新潟水力電気との合併を実行[99]。
  - 2月1日 - 新潟水力電気との合併により新潟電気解散[2]。存続会社の新潟水力電気は新潟電力株式会社へと改称[99]。

## 供給区域

### 1914年時点の区域一覧
新潟水電時代、1914年（大正3年）5月末時点の供給区域は以下の通り。これには未開業の地域を含む。
| 新潟県（1市5郡）     | 新潟県（1市5郡） |
| -------------------- | --- |
| 市部 （1市）         | 新潟市 |
| 西蒲原郡 （3町12村） | 内野村・中野小屋村・赤塚村・黒埼村・曽根村・巻町・和納村・岩室村・間瀬村・月潟村（現・新潟市）、 燕町・太田村・吉田村・地蔵堂町（現・燕市）、 弥彦村                                                  |
| 中蒲原郡 （3町4村）  | 鳥屋野村・亀田町・横越村・満日村・阿賀浦村・小須戸町・白根町（現・新潟市） |
| 南蒲原郡 （3村）     | 田上村（現・田上町）、 裏館村（現・三条市）、大島村（現・三条市・燕市） |
| 北蒲原郡 （4町9村）  | 葛塚町（現・新潟市）、 水原町・安田村・笹岡村（現・阿賀野市）、 新発田町・猿橋村・鴻沼村・五十公野村・菅谷村・加治村・紫雲寺村（現・新発田市）、松塚村（現・新発田市・胎内市）、 中条町（現・胎内市） |
| 東蒲原郡 （1町）     | 津川町（現・阿賀町） |

### 1929年時点の区域一覧
新潟電気時代、1929年（昭和4年）6月末時点の供給区域は以下の通り。
- 他の事業者の供給区域にも含まれる市町村には「【一部】」という表記を付した。

| 新潟県（1市6郡）     | 新潟県（1市6郡） |
| -------------------- | --- |
| 市部 （1市）         | 新潟市 |
| 西蒲原郡 （5町28村） | 浦浜村以外の郡内各町村（現・新潟市・燕市・弥彦村） ただし坂井輪村の一部も除く |
| 三島郡 （1町3村）    | 寺泊町・桐島村・島田村（現・長岡市）、大河津村（現・長岡市・燕市） |
| 中蒲原郡 （4町10村） | 大形村・鳥屋野村・曽野木村・亀田町【一部】・横越村・新津町【一部】・小須戸町・臼井村・白根町・小林村・庄瀬村・茨曽根村・新飯田村（現・新潟市）、 須田村（現・加茂市） |
| 南蒲原郡 （1町2村）  | 田上村（現・田上町）、 三条町【一部】（現・三条市）、大島村（現・三条市・燕市） |
| 北蒲原郡 （4町29村） | 松ヶ崎浜村・濁川村・南浜村・木崎村・長浦村・葛塚町（現・新潟市）、 聖籠村・亀代村（現・聖籠町）、 京ヶ瀬村・水原町・堀越村・分田村・安田村・笹岡村・神山村（現・阿賀野市）、 本田村・中浦村・佐々木村・新発田町・猿橋村・鴻沼村・五十公野村・松浦村・米倉村・川東村・赤谷村・菅谷村・加治村・紫雲寺村（現・新発田市）、松塚村・金塚村（現・新発田市・胎内市）、 中条町・築地村（現・胎内市） |
| 東蒲原郡 （1町4村）  | 下条村（現・阿賀町・五泉市）、三川村・揚川村・津川町・両鹿瀬村（現・阿賀町） |
| 福島県（4郡）        | |
| 耶麻郡 （1村）       | 奥川村（現・西会津町） |
| 河沼郡 （1村）       | 群岡村【一部】（現・西会津町） |
| 大沼郡 （2町7村）    | 高田町・赤沢村・永井野村・藤川村・旭村・尾岐村・本郷町・玉路村・新鶴村（現・会津美里町） |
| 北会津郡 （4村）     | 川南村・舘ノ内村・荒井村・門田村【一部】（現・会津若松市） |

### 供給区域に関する備考
新潟県下越地方で新潟電気の供給区域に含まれない地域は基本的に新潟水力電気の供給区域であるが（新潟電力#1929年時点の区域一覧参照）、北蒲原郡乙村・黒川村と岩船郡各町村（離島の粟島浦村を除く）は村上水電の供給区域に含まれる。ただし西蒲原郡浦浜村はいずれの電気事業者にも属さない空白地域であった（同村での供給開始は新潟電力時代の1934年8月）。
新潟電気の供給区域が広がる新潟・福島両県は太平洋戦争下の配電統制にて東北配電の配電区域とされ、後身の新潟電力は区域内にある配電設備・需要者屋内設備の一切を1942年（昭和17年）4月に東北配電へと出資した。戦後1951年（昭和26年）5月の電気事業再編成では東北配電区域をそのまま引き継いで東北電力が発足している。

## 発電所
新潟電気が運転し新潟電力へ引き継がれた発電所は水力発電所9か所・火力発電所1か所、総出力2万2299キロワットである。以下、これらの発電所の概要を記す。

### 大荒川上流・下流発電所
新潟水電時代、最初に開発された水力発電所が大荒川上流発電所（大荒川第一発電所とも）である。所在地は新潟県北蒲原郡笹岡村大字勝屋字大荒川山（現・阿賀野市勝屋）。1909年（明治42年）5月13日より運転を開始した。
阿賀野川水系大荒川にある発電所の一つで、川に設けられた堰堤から取水の上、長さ1.8キロメートルの水路で導水し発電する仕組みであった。発電設備はドイツ・フォイト製ペルトン水車1台と米国ゼネラル・エレクトリック (GE) 製三相交流発電機（容量540キロボルトアンペア）1台からなる。発電所出力は443キロワットで、発生電力は沼垂変電所（新潟市流作場）へと送電された。
大荒川上流発電所に関係する発電所として大荒川下流発電所（大荒川第二発電所とも）があった。所在地は北蒲原郡笹岡村大字勝屋字賽ノ川原。上流発電所に続いて1912年（明治45年）5月に運転を開始した。上流発電所の約1キロメートル下流地点にあり、同発電所の放水を直接導水し発電する仕組みであった。発電設備はスイス・エッシャーウイス製フランシス水車1台とGE製三相交流発電機（容量250キロボルトアンペア）1台からなり、発電所出力は235キロワットに設定された。
新潟水電時代、発電所の周波数は60ヘルツで統一されていたが、新潟電気時代の1928年時点では大荒川上流・下流発電所以外は50ヘルツとなっている（変電所は水原町の水原変電所のみ60ヘルツ対応）。1930年の新潟電力発足後、設備の統一・改善の一環として小容量かつ周波数が60ヘルツのままの大荒川上流・下流発電所は撤去が決まり、1931年（昭和6年）11月27日付でそろって廃止された。

### 赤谷発電所
位置 ： 北緯37度51分0.8秒 東経139度25分15.1秒 / 北緯37.850222度 東経139.420861度
新潟水電・新潟電気が運転した発電所のうち赤谷発電所は自社建設の発電所ではなく赤谷鉱山の自家用発電所を借り入れたものである。所在地は北蒲原郡赤谷村大字滝谷字天ヶ淵（現・新発田市滝谷）。 
赤谷発電所は官営八幡製鉄所が進める赤谷鉱山開発の一環として、鉱石搬出用索道の電源とする目的で1900年（明治33年）7月に着工された。その後発電所建物や水路が竣工し、ドイツから輸入の水車・発電機を据え付けると稼働できるという状態になったが、1903年（明治36年）3月に鉱山開発自体が中止されたため発電所工事も打ち切られた。1909年9月、新潟水電はこの状態の赤谷発電所を借り入れる契約を結び、12月に水利権移転の許可を得た上で工事を進め、1910年（明治43年）8月より運転を開始した。
取水は加治川支流内ノ倉川から行うが、水路は常盤新田用水と共用であり既設水路を付け替え・拡張の上で利用している。発電設備はフォイト製フランシス水車2台とドイツ・AEG製三相交流発電機（容量150キロボルトアンペア）2台からなり、発電所出力は270キロワット。発生電力は新発田方面や新潟方面（1911年7月追加）へと送電された。
新潟電力発足直後の1930年（昭和5年）8月16日、送電系統統一で不要になったとして赤谷発電所は八幡製鉄所に返還された。発電所は製鉄所から赤谷村に払い下げられたのち赤谷電力（現・赤谷電気工業）に引き継がれ、1931年より運転が再開されている。

### 飯豊川第一発電所
位置 ： 北緯37度49分32.0秒 東経139度26分17.5秒 / 北緯37.825556度 東経139.438194度

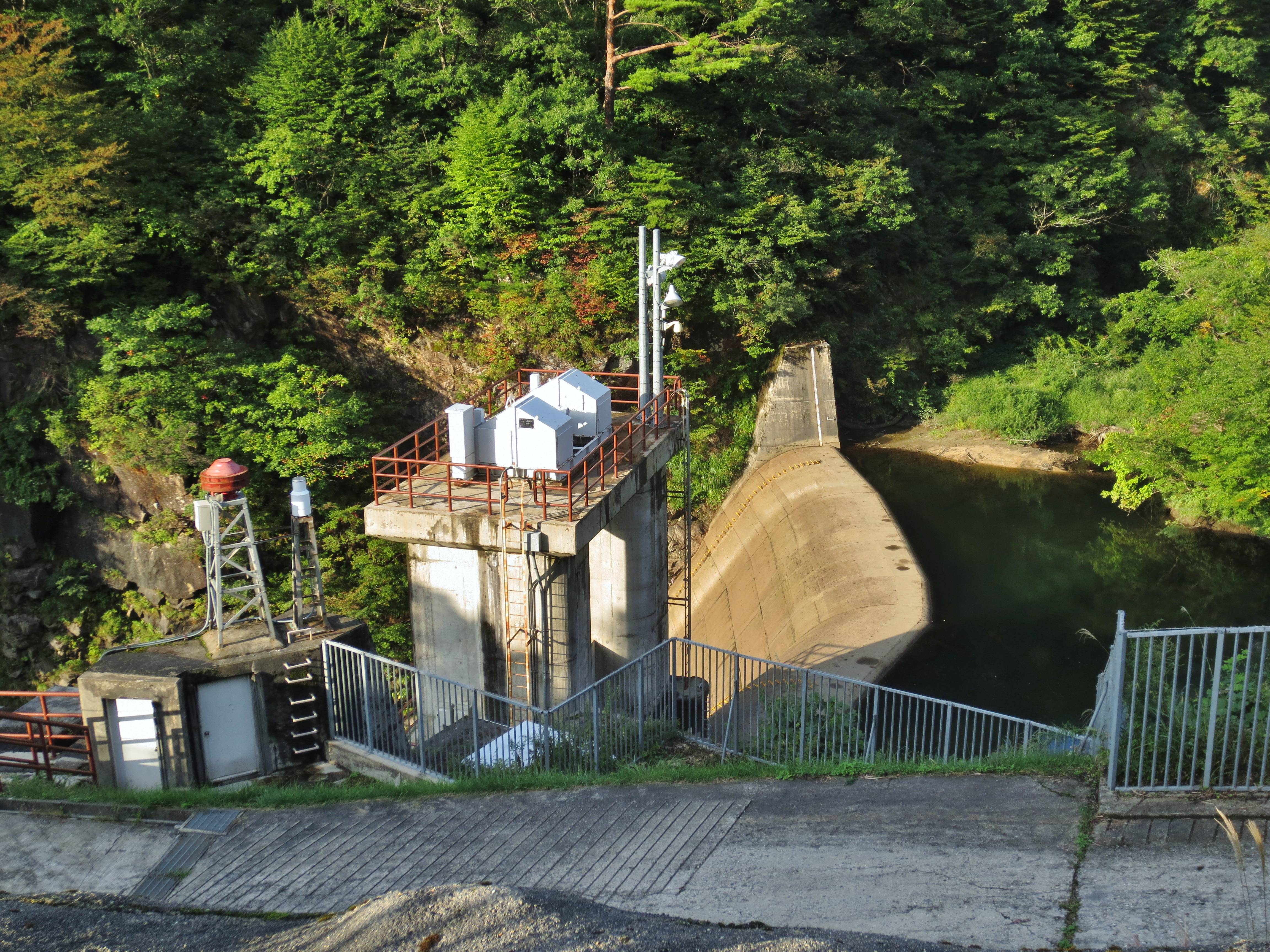
飯豊川第一ダム（2015年）

新潟水電時代の4か所目の水力発電所が飯豊川第一発電所である。所在地は北蒲原郡赤谷村大字上赤谷（現・新発田市上赤谷）。1913年（大正2年）10月に着工され、1915年（大正4年）6月に完成。同年7月10日付で使用認可が下りたため12日より運転を開始した。
取水は飯豊川（加治川上流部）から行う。取水地点には堤高34.8メートル・堤長53.3メートルの重力式コンクリートダムが築造された。このダムは余水放流設備として2つの排砂門を持つが堤頂の洪水吐は設置されていない。取水口から先、発電所へと至る導水路はほとんどが木造（木管）であった。発電設備はフォイト製フランシス水車2台と芝浦発電所製三相交流発電機（容量1250キロボルトアンペア）2台からなり、発電所出力は1900キロワットに設定された。飯豊川第一発電所から伸びる送電線のうち沼垂変電所へと至る線は33キロボルトの送電電圧（既設線は11キロボルト）が採用されている。
飯豊川第一発電所は1942年（昭和17年）4月の配電統制で新潟電力から東北配電へ出資され、1951年（昭和26年）5月の電気事業再編成で東北電力に継承された。しかし1953年（昭和28年）になって東北電力の手により再開発され、ダムは再利用されたものの導水路以下は全面的に造り替えられ新潟水電時代からの発電所は撤去された。新発電所は旧発電所の上流側隣接地に建つ。

### 飯豊川第二発電所
位置 ： 北緯37度52分9.0秒 東経139度24分39.5秒 / 北緯37.869167度 東経139.410972度
新潟電気発足後で最初に完成した水力発電所が飯豊川第二発電所である。所在地は北蒲原郡川東村大字小戸（現・新発田市小戸）。着工は新潟電灯時代の1918年（大正7年）12月で、1921年（大正10年）12月27日より運転を開始した。
飯豊川第一発電所と同じく飯豊川にある。導水路は約5キロメートルの長さがあり、途中、支流内ノ倉川を渡る地点には水路橋を設ける。発電設備は電業社製フランシス水車2台と芝浦製作所製三相交流発電機（容量1250キロボルトアンペア）2台からなり、発電所出力は1843キロワットであった。
飯豊川第二発電所も新潟電力から東北配電を経て1951年以後は東北電力に引き継がれている。

### 大川発電所
位置 ： 北緯37度21分51.5秒 東経139度54分22.0秒 / 北緯37.364306度 東経139.906111度
新潟電気時代の2番目の水力発電所は大川発電所である。所在地は福島県北会津郡大戸村大字芦ノ牧字戸草平（現・会津若松市大戸町芦ノ牧）。着工は1926年（大正15年）10月、竣工は1928年（昭和3年）5月で、5月29日付で使用認可が下りた。
会津地方を流れる大川（阿賀野川）にあった発電所の一つ。発電所の南方、大川左岸にあたる南会津郡長江村大字湯野上（現・下郷町湯野上）に取水口を設けた。取水口から発電所上部水槽へ伸びる導水路は総延長6.6キロメートルに及ぶ。発電設備は電業社製縦軸フランシス水車3台と芝浦製作所製三相交流発電機（容量5250キロボルトアンペア）3台からなる。発電所出力は1万2520キロワットで、その発生電力は66キロボルト送電線（大川送電線）で新潟市郊外の石山村にある新潟変電所へと送られた。
大川発電所は1942年4月電力国家管理のため新潟電力から日本発送電へと出資され、同社東北支店所属となる。次いで1951年5月の電気事業再編成で東北電力へと移管された。ただし1985年（昭和60年）1月、建設省大川ダム建設で取水口が水没する位置にあったことから廃止されており、現存しない。

### 新潟火力発電所
新潟電気から新潟電力に引き継がれた中で唯一の火力発電所として新潟火力発電所があった。所在地は新潟市沼垂字中王瀬。1927年（昭和2年）9月に竣工し、22日付で使用認可が下りた。運転は同年10月からである。
米国バブコック・アンド・ウィルコックス (B&W) 製ボイラー3台、三菱造船製ユングストローム式蒸気タービン1台、三菱電機製三相交流発電機（容量1500キロボルトアンペア）2台からなる汽力発電設備を有した。燃料は石炭（粉炭）。渇水時における不足電力を補うための補給発電所であり、発電所出力は3000キロワットながら常時出力の設定はない。
新潟火力発電所は配電統制により1942年4月新潟電力から東北配電へと引き継がれる（この段階での発電所出力は3500キロワット）。1951年5月以後は東北電力に属したが、1959年（昭和34年）3月に廃止され古湊変電所へと格下げされた。

### 他社建設発電所
合併に伴って他社から引き継いだ水力発電所は奥川発電所（奥川第一発電所とも）・奥川第二発電所・宮川発電所の3か所である。これらの概要は下表の通り。
| 発電所名          | 出力 (kW) | 所在地                                                  | 河川名                   | 前所有者     |
| ----------------- | --------- | ------------------------------------------------------- | ------------------------ | ------------ |
| 奥川 （奥川第一） | 1,000     | 福島県耶麻郡奥川村大字元島 （現・西会津町奥川大字元島） | 阿賀野川水系奥川         | 奥川水力電気 |
| 奥川第二          | 638       | 福島県耶麻郡奥川村大字元島 （現・西会津町奥川大字元島） | 阿賀野川水系奥川         | 奥川水力電気 |
| 宮川              | ※450      | 福島県大沼郡尾岐村大字尾岐窪 （現・会津美里町尾岐窪）   | 阿賀野川水系宮川・源太川 | 大沼電灯     |

※逓信省資料では宮川発電所の出力は816キロワットとある。
宮川発電所は東北配電経由で東北電力に継承。奥川・奥川第二両発電所は大川発電所とともに1942年4月日本発送電へ出資され（東北支店所属）、そこから東北電力へと移管された。

## 鉄軌道事業計画

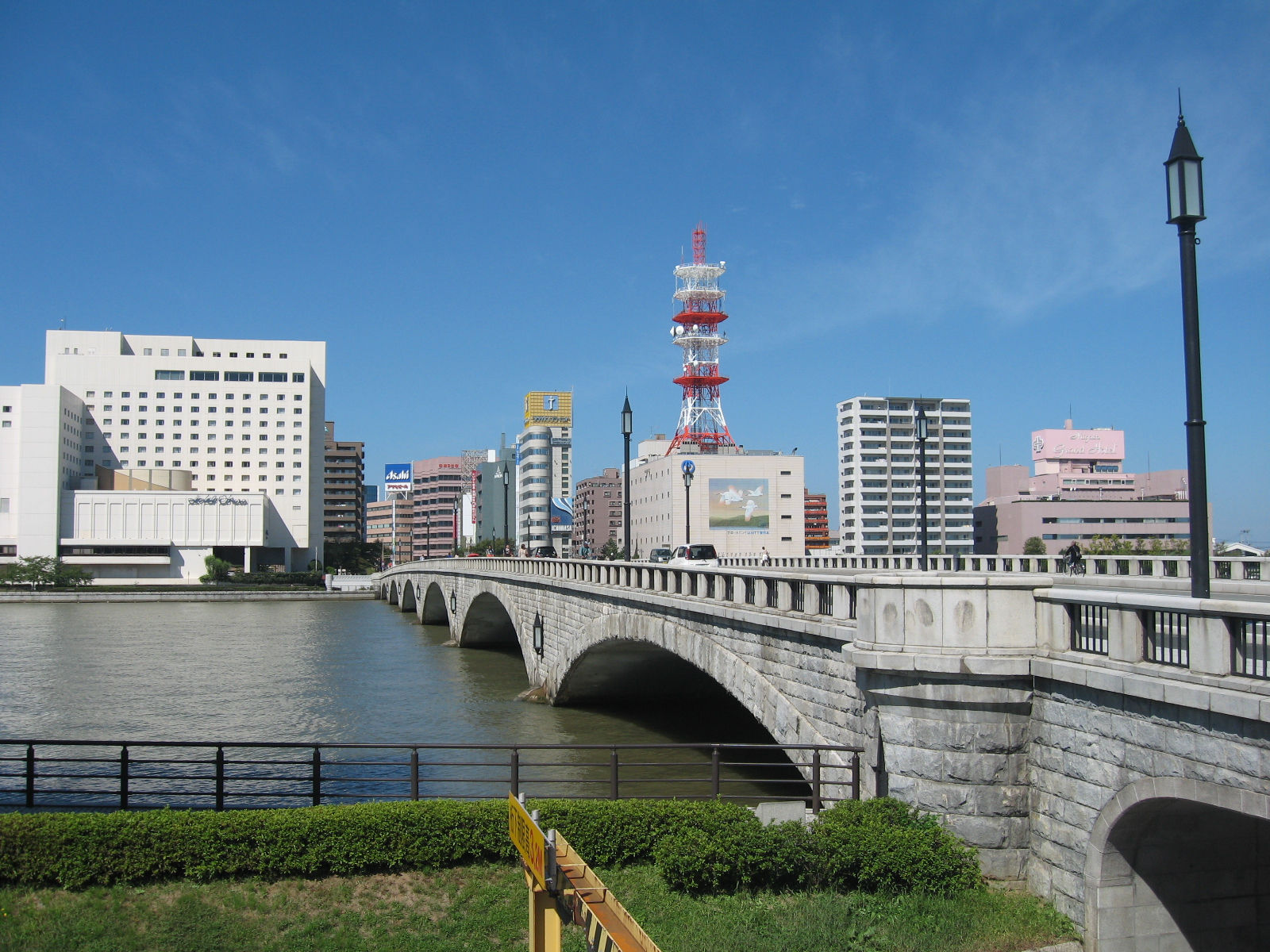
新潟電気が架橋費の一部を負担した信濃川の萬代橋（2013年）

開業に至らなかったが、新潟水電・新潟電気では2つの鉄道事業計画を有していた。一つは新潟と新発田を結ぶ鉄道敷設計画（「両新鉄道」計画）、もう一つは新潟市内の電気軌道（路面電車）敷設計画である。
1912年（大正元年）9月、国有鉄道の一部として新津駅から新発田駅に至る路線（後に羽越本線の一部となる）が開通し、新発田に初めて鉄道が通された。しかし新潟市内と新発田を往来する際には新津迂回を要するため、新潟と新発田の直結を目指す「両新鉄道」構想が出現する。新潟の小出清七（測量士）と沿線葛塚町の窪田市次郎が中心となって計画を進めた結果、小出ら両新鉄道発起人は1913年（大正2年）8月15日付で新潟駅付近（旧沼垂町）から新発田駅付近へと至る区間の鉄道敷設免許を獲得した。その後会社設立まで時間を要したが、自社管内の路線という理由で新潟水電が支援に名乗りを上げ、1915年（大正4年）9月2日に臨時株主総会を開いて両新鉄道株式会社の設立に際し過半数の株式を引き受ける旨を決議した。そして同年9月24日、新潟水電所在地に資本金60万円（6万円払込）をもって両新鉄道が設立された。
1920年（大正9年）12月、両新鉄道が新潟水電とともに新潟電気へと事業を譲渡したことで、鉄道敷設免許は新潟電気の手に移る。しかしその後も建設費の問題から着工に至らなかった。事業が進展しない間に沿線自治体の運動によって新潟・新発田間鉄道は国有鉄道敷設予定線に編入されたことから、新潟電気では自社建設を取り止めて国に建設を委ねる方針を固める。計画放棄の方針を新潟市へ伝達すると沿線の自治体・有志で立ち上げる新会社への敷設免許譲渡を申込まれたため、新潟電気では新会社設立時には相応の出資をする旨を約束し、1928年2月には株主総会を開いて免許譲渡を決議した。しかし新会社設立は立ち消えとなり、新潟電力発足後にあたる1930年（昭和5年）5月30日付で起業廃止・免許返納の手続きが採られ、鉄道敷設計画は頓挫した。新潟・新発田間鉄道が白新線として開通するのは太平洋戦争後、1956年（昭和31年）のことである。
電気軌道敷設計画については新潟水電自ら参画した。計画区間は新潟駅と越後鉄道（1927年国有化され越後線に）の起点白山駅の間で、1913年10月に電気軌道敷設を出願し、1918年（大正7年）9月12日付で軌道敷設特許を獲得した。しかしこの路線についても、信濃川架橋費が負担となり直ちに着工されなかった。そうした中、1925年に新潟県による萬代橋架け替えが決定されると、新潟電気では軌道専用橋の架橋に替えて萬代橋中央部に軌道敷を確保し建設費を圧縮する方針を固め、萬代橋架橋費のうち40万円を負担することで軌道敷分の幅員拡張を県へ依頼することとなった。萬代橋架け替えは1929年8月に完成。新潟電気は架け替えと同時に一部でも軌道を開業させる意向を持っていたが、なおも着工されず、萬代橋の中央部は石畳が敷かれただけであった。
新潟電力発足後、旧新潟電気の電気軌道計画は新潟水力電気側の傍系会社である新潟電鉄（現・新潟交通）に統合され、新潟電鉄の路線として開業を目指すこととなった。そして旧新潟電気由来の特許区間は新潟電鉄線の起点を白山駅前から新潟県庁前に移すのに活かされ、1933年（昭和8年）7月にごく一部が開業する。しかし新潟駅前から県庁前までの2.8キロメートルは着工できず、戦後1958年（昭和33年）10月に起業廃止となっている。

## 人物
新潟水力電気（新潟電力）との合併前、1929年下期時点の役員は以下の18名であった。
- 取締役
  - 斎藤彦太郎 - 社長。北蒲原郡安田村の農家・新潟県多額納税者[170]。
  - 中野四郎太 - 専務。新潟水電創業者中野平弥の四男[15]。
  - 飯村俊二 - 常務。中野平弥の女婿[15]。
  - 山県鼎一 - 常務。元東邦電力社員（調度課長）[171]。
  - 松永安左エ門 - 東邦電力社長[172]。
  - 星野勘右衛門 - 北蒲原郡安田村の農家・新潟県多額納税者[173]。
  - 谷資敬 - 旧備中松山藩士・元判事[174]。
  - 中野欽治 - 中野平弥の孫（中野本家を相続）[175]、新潟県多額納税者[176]。
  - 上原堅次 - 中野平弥の孫（上原有三の長男）[177]。
  - 田代与三久 - 福島県耶麻郡山都村の実業家[178]、元奥川水力電気専務[111]。
  - 市川辰雄 - 南蒲原郡加茂町の農家・新潟県多額納税者[179]。
  - 中野孝次 - 中蒲原郡金津村の石油採掘業中野忠太郎の子[180]。
- 監査役
  - 浅川文吉 - 新潟市の金物商[181]
  - 安藤文平 - 新潟市の実業家[182]。
  - 志賀五作 - 新潟市の呉服商[183]。
  - 佐野良太郎 - 北蒲原郡中浦村の人物[1]。
  - 斎藤徹 - 新潟市の人物[1]。
  - 古島安二 - 東邦電力社員（社長付）[184]。